# George Hayter

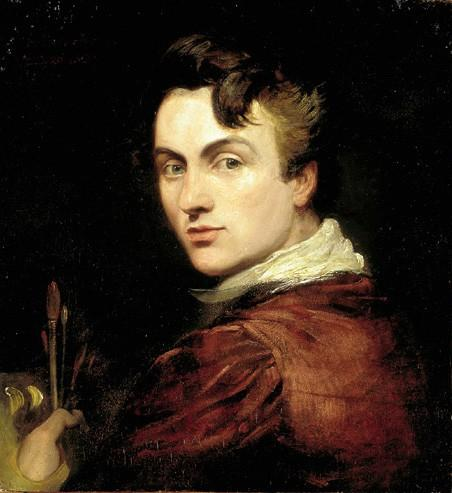
Selbstporträt von Sir George Hayter (1820)

Sir George Hayter (* 17. Dezember 1792 in London; † 18. Januar 1871 ebenda) war ein englischer Maler.

## Frühe Jahre und Ausbildung

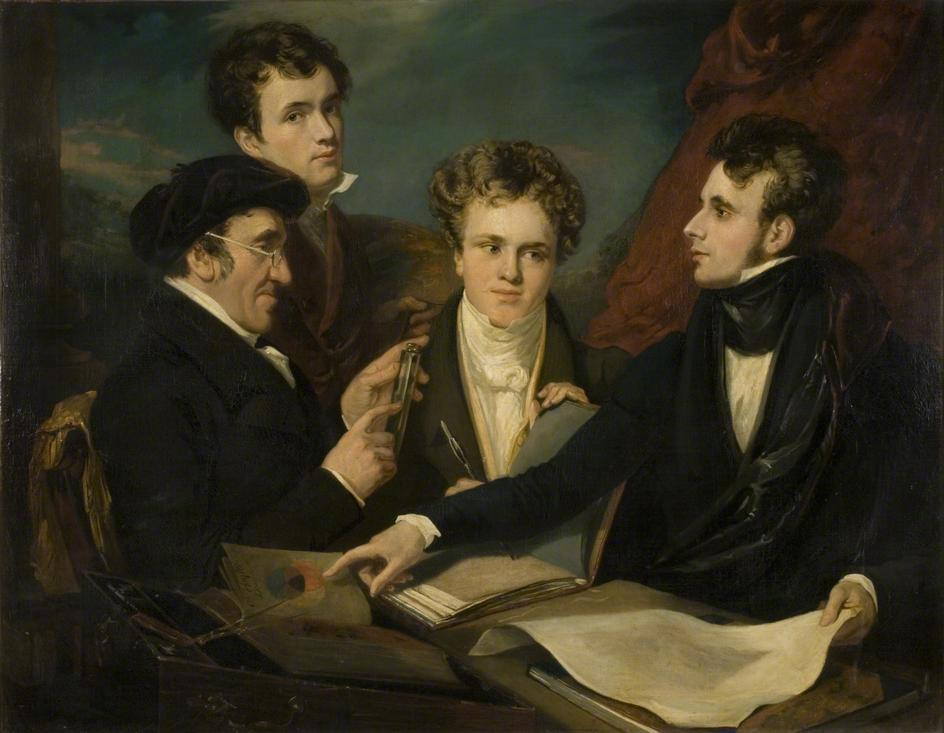
Eine Diskussion über Farbe, von John Hayter. V. l. n. r.: Charles Hayter, John Hayter, Edwin Landseer und George Hayter

George Hayter war der Sohn von Charles Hayter (1761–1835), einem Miniaturenmaler. Dieser war ein bekannter Lehrer der Perspektivmalerei und publizierte 1813 eine vielbeachtete Einführung in Perspektivzeichnen und anderen Zeichentechniken. Das Buch widmete er seiner Schülerin, der Thronfolgerin Charlotte Augusta von Wales.
George Hayter wurde zunächst von seinem Vater unterrichtet, wechselte aber ab 1808 die Royal Academy of Arts. Noch im selben Jahr gab es jedoch ein Zerwürfnis wegen seines Kunststudiums, und er heuerte in der Royal Navy an. Sein Vater löste ihn wieder aus, und Vater und Sohn kamen überein, dass Hayter künftig bei seinem Vater arbeiten und nebenher weiter studieren solle. 1809 heiratete er heimlich eine Mieterin seines Vaters, Sarah Milton; er war 15 oder 16, sie 28. Die Ehe wurde erst drei Jahre später bekannt; das Paar bekam drei Kinder. 1816 trennte sich Sarah Hayter von ihrem Mann, und später lebte Hayer mit Louisa Cauty, mit der er zwei Kinder hatte.
An der Royal Academy studierte Hayter bei Johann Heinrich Füssli. 1815 wurde er von Prinzessin Charlotte zum Maler von Miniaturen und Porträts ernannt. Von der British Institution erhielt er eine Auszeichnung für ein historisches Gemälde des Prophetenen Esra, das von Richard Payne Knight erworben wurde.
Auf Anraten seines Mäzens John Russell, 6. Duke of Bedford, reiste Hayter 1816 nach Italien. Dort lernte er Antonio Canova kennen, dessen Porträt er malte, während er das Atelier besuchte und dessen klassischen Stil abschaute. Es wird angenommen, dass er von Canova auch in Bildhauerei unterwiesen wurde. Canova war Prinzipal auf Lebenszeit der Accademia di San Luca in Rom. Wahrscheinlich drängte er auch, Hayter zum Ehrenmitglied der Akademie zu ernennen, der so das jüngste Akademiemitglied aller Zeiten wurde. Grund für diese Ehrung war Hayters Gemälde The Tribute Money, das in Rom begeistert aufgenommen worden war.

## Historische Porträts
Nach seiner Rückkehr nach London malte George Hayter Ölporträts und historische Gemälde. Der englische Exzentriker William Beckford taufte ihn The Phoenix. Hayter irritierte seine Malerkollegen durch einen pompösen Lebensstil und den unbefangenen Umgang mit vielen Aristokraten. Auch sein Lebensstil – er lebte getrennt von seiner Frau mit einer Geliebten – trugen dazu bei, dass er niemals in die Royal Academy gewählt wurde.

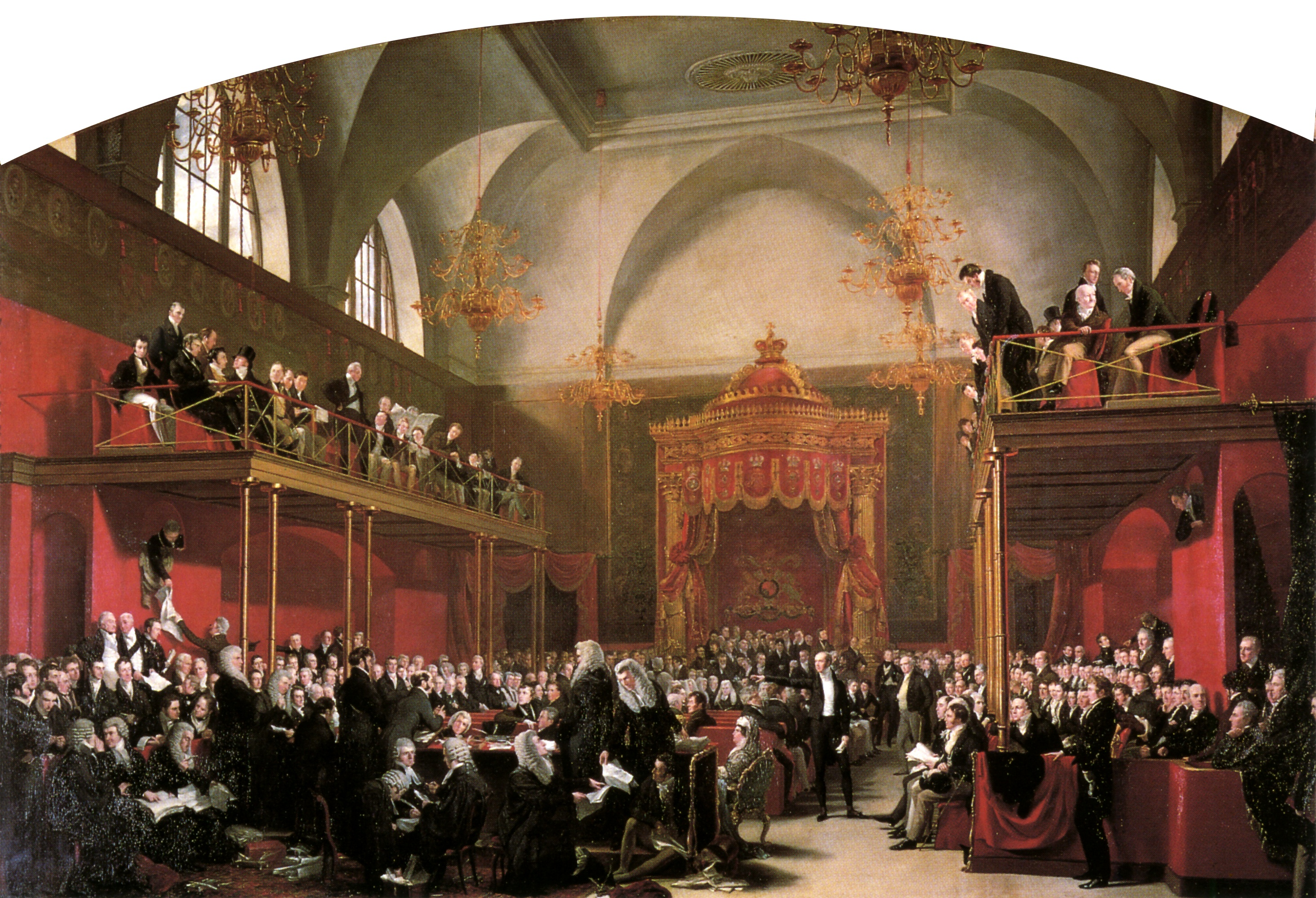
Der Prozess der Königin Caroline (1820)

In den 1820er Jahren war George Hayter besonders produktiv und erfinderisch. 1820 beauftragte ihn George Agar-Ellis mit der Darstellung des Prozesses gegen Königin Caroline, in einem Format von 2,33 mal 2,66 Meter. Es war sein erstes und gleichzeitig erfolgreichstes Bild eines historischen Ereignisses und offenbarte seine Vorliebe für dramatische Effekte. In seinem Bild des Prozesses gegen  William, Lord Russell, der 1683 in Old Bailey stattgefunden hatte, würdigte Hayter einen Vorfahren von John Russell. Er gilt als Lehrer des Malers Henry Collen, einem Pionier der Fotografie, der auch der Pate seines Sohnes Angelo Collen Hayter wurde, wie George Hayter der Pate von Collens Sohn Edwin Henry Hayter Collen.

## Rückkehr auf den Kontinent
1826 ließ sich Hayter erneut in Italien nieder. In Florenz vollendete er sein Gemälde The Banditti of Kurdistan assisting Georgians in Carrying off Circassian Women für John Proby, 1. Earl of Carysfort, das 1829 in der  British Institution  ausgestellt wurde. Es zeigt, dass  Hayters den Stils und die exotischen Themen der zeitgenössischen französischen romantischen Malerei übernommen hatte.
1827 brachte sich seine Geliebte Louisa Cauty mit Arsen um. Wahrscheinlich handelte es sich dabei um einen fehlgeschlagenen Versuch als Hilferuf, aber es wurde allgemeinen angenommen, Hayter habe seine Geliebte in den Selbstmord getrieben. Wegen dieses Skandals musste er von Florenz nach Rom umsiedeln. 1828 ging er nach Pairs, wo er Engländern aus der Gesellschaft malte, im Stil an den damals beliebten der französischen Porträtmaler François Gérard angelehnt.

## Königliche Gönnerin

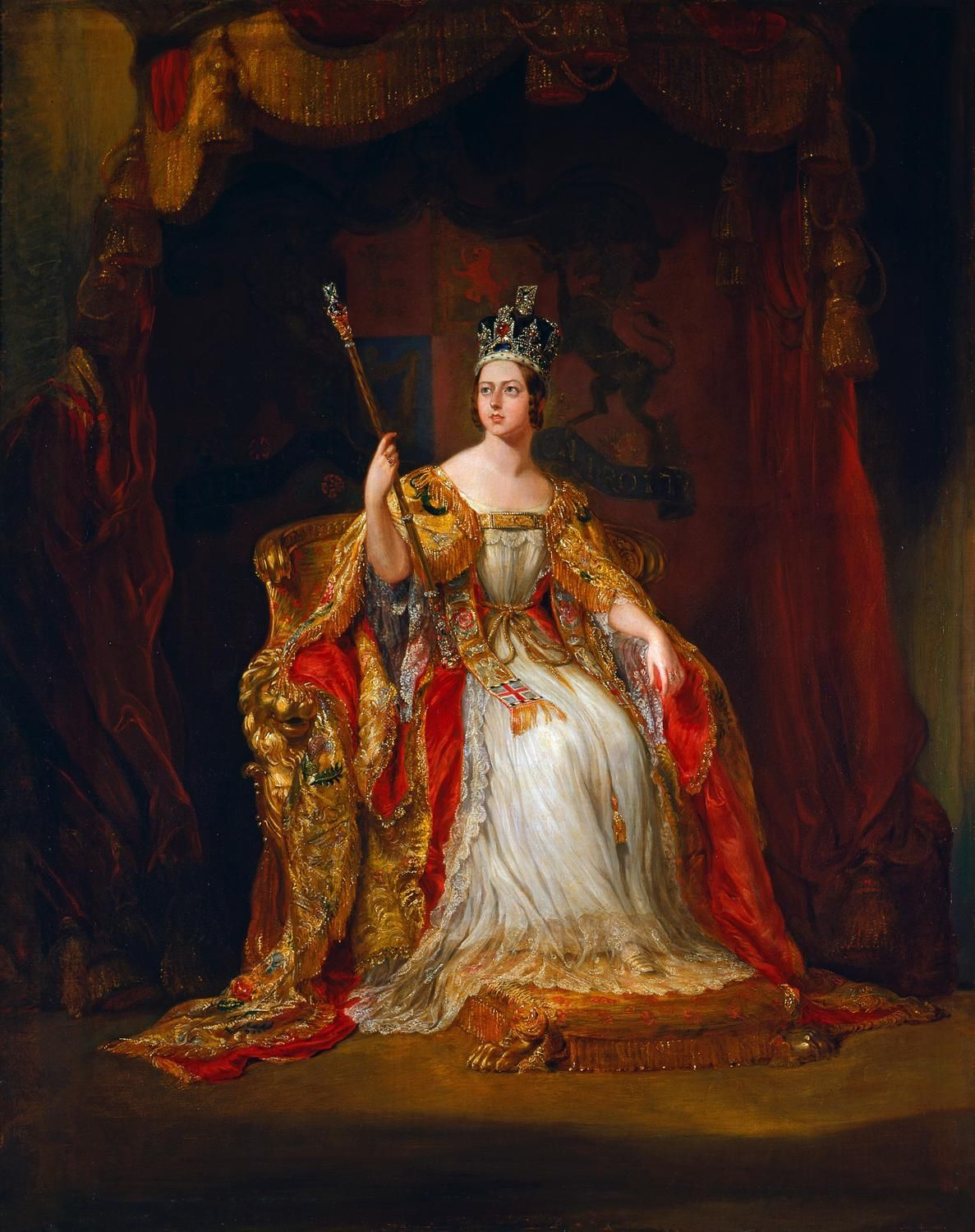
Das Staatsporträt von Queen Victoria

1831 kehrte George Hayter nach England zurück. Er hatte den grandiosen Plan, die erste Sitzung des britischen Parlaments nach dem Reform Act 1832 zu malen. Für das Gemälde Moving the Address to the Crown on the Opening of the First Reformed Parliament in the Old House of Commons, 5 February 1833 führte er rund 400 Porträtstudien in Öl aus. Hayter unterstützte die Reformbewegung und hatte für dieses Werk keinen Auftrag erhalten, sondern malte aus eigener Überzeugung. Er benötigte bis zur Fertigstellung rund zehn Jahre. Es ist eines der letzten Bilder, dass den Innenraum die House of Commons zeigt, bevor er 1834 durch einen Brand zerstört wurde. 20 Jahre später wurde das Gemälde von der britischen Regierung erworben.
1832 malte Hayter die junge Prinzessin Victoria, und nachdem sie gekrönt wurde, wählte sie ihn zu ihrem Portrait and Historical Painter. Als er 1841, nach dem Tod von David Wilkie zusätzlich zum Principal Painter in Ordinary der Königin ernannt wurde, sorgte das für Verärgerung in Royal Academy, da dieses Amt traditionell an den Präsidenten der Academy – damals Martin Archer Shee – vergeben wurde. 1842 wurde Hayter als Knight Bachelor zum Ritter geschlagen. Er malte mehrere königliche Zeremonien, darunter 1837 die Krönung von Queen Victoria, 1840 ihre Hochzeit und 1843 die Taufe von Albert Edward, Prince of Wales. Zudem fertigte er mehrere Porträts der Königin an, auch das bekannte Staatsporträt der frisch gekrönten Monarchin. Von diesem Bild wurden unter der Assistenz von Hayters Sohn Angelo mehrere Versionen hergestellt, um als Geschenke versandt zu werden. Mit dem wachsenden Einfluss von Victorias Ehemann Albert von Sachsen-Coburg und Gotha endete Hayters Beschäftigung am Hof, da Albert deutsche Maler wie Franz Xaver Winterhalter bevorzugte.
Einige bedeutende Beispiele für Hayters Arbeit aus dieser Periode blieben Teil der Royal Collection; das Staatsporträt und das Gemälde von der Hochzeit sind heute öffentlich im Buckingham Palace zu sehen. Mehrere Versionen des Staatsporträts befinden sich in der National Portrait Gallery und eine kleinere Kopie im Holyrood Palace in Edinburgh.

## Späte Jahre
Ab Mitte der 1840er Jahre galt Hayters Porträtstil als altmodisch. Er versuchte seine Art der historischen Malerei dem realistischeren Geschmack der frühviktorianischen Epoche anzunähern. Er malte auch mehrere große Gemälde mit religiösen Themen wie Bishop Latimer Preaching at Paul's Cross und The Martyrdom of Bishops Ridley and Latimer, die beide 1984 dem  Princeton University Art Museum gestiftet wurden. Er stellte auch Landschaftsaquarelle, viele davon mit italienischen Motiven, Kupferstiche, Dekordesign und Skulpturen her. Die Gegenstände aus seinem Atelier wurden drei Monate nach seinem Tod, im April 1871, bei Christie’s versteigert.

## Familie
Auch der jüngere Bruder von George Hayter, John (1800–1895), war Maler, seine Schwester Anne arbeitete als Miniaturenmalerin. Der britische Maler und Grafiker Stanley William Hayter soll ein Nachkomme von George oder John gewesen sein. Es ist erwiesen, dass der französische Maler Jean René Bazaine ein Ur-Ur-Enkel von George Hayter war; er stammte von Hayters ältester Tochter Georgina Elizabet ab, die Pierre-Dominique (Adolphe) Bazaine, Bruder des französischen Marschalls François-Achille Bazaine und Sohn des Militäringenieurs Pierre-Dominique Bazaine, geheiratet hatte.